# Сліпко Олександр Сергійович
Олександр Сергійович Сліпко — український військовий, майор Збройних сил України, відзначився у ході російського вторгнення в Україну.

## Нагороди
- орден Богдана Хмельницького III ступеня (2022) — за особисту мужність і самовіддані дії, виявлені у захисті державного суверенітету та територіальної цілісності України, вірність військовій присязі[1].
- Медаль «За військову службу Україні» (2020) — за сумлінне та бездоганне служіння Українському народові, зразкове виконання військового обов’язку[2].
- Медаль «Захиснику Вітчизни» (2016) — за особисту мужність і високий професіоналізм, виявлені у захисті державного суверенітету та територіальної цілісності України, вірність військовій присязі[3].